# Fernando Pardo de Santayana y Coloma
Fernando Pardo de Santayana y Coloma (Valladolid, 29 de julio de 1930-Madrid, 4 de junio De 2020) fue un militar español que llegó a ser teniente general. Vivió en Madrid hasta su fallecimiento.

## Biografía
Hijo del General de Brigada del Arma de Artillería Ramón Pardo de Santayana Suárez, también sus tres hermanos José Ramón, Javier y Alfonso siguieron la carrera militar en el Arma de Artillería todos ellos llegaron al rango de Teniente General. Fue un coleccionista de belenes de todo el mundo.

### Carrera militar
Ingreso en la Academia General Militar en el año 1948 perteneciendo a la VII promoción del arma de Artillería siendo el número 1 de su promoción. En 1953 es destinado al  Regimiento de Artillería n.º 46. Siendo teniente en 1957 es destinado a la Unidad de Instrucción de la Escuela de Aplicación y Tiro de Artillería. Ya de capitán ingresa como alumno de la 58 promoción en la Escuela de Estado Mayor en 1959 y en 1962 realiza las prácticas en el Regimiento de Infantería Alcázar de Toledo n.º 61. Se diploma en Estado Mayor siendo el número 1 de la 58 promoción y lo destinan a la 1.ª Región Militar a la Capitanía General Ascendido a comandante en 1978 le conceden el distintivo de profesorado de la Escuela Superior del Ejército. Lo destinan en 1980 de teniente coronel al Grupo de Artillería Antiaérea Ligera de la División Acorazada Brunete n.º 1 en Madrid, en esta unidad le tocó vivir el malhadado Golpe de Estado en España de 1981. Asciende a General de Brigada del Arma de Artillería en 1986 ese mismo año lo nombran Jefe de la División de Coordinación y Planes del Estado Mayor del Ejército. En 1988 se promueve al empleo de General de División del Ejército de Tierra y lo destinan a ser Jefe de la División de Montaña «Urgel», número 4 y Gobernador militar de la plaza y provincia de Lérida En 1990 es destinado al Estado Mayor de la Defensa para desempeñar el cargo de Representante Militar ante el Comité Militar de la Organización del Tratado del Atlántico Norte. Asciende a Teniente General del Ejército de Tierra en 1991 y en 1993 es nombrado para desempeñar el cargo de Delegado Militar en la Representación Permanente de España en el Consejo de la Unión Europea Occidental, en 1994 cesa en el puesto y pasa a la reserva.

### Condecoraciones
- 1972:  Cruz de la Orden del Mérito Militar con distintivo blanco de segunda clase.[17]
- 1980:  Cruz de la Orden del Mérito Militar con distintivo blanco de primera clase.[18]
- 1986: Cruz del Mérito Naval de primera clase.[19]
- 1988:  Gran Cruz de la Real y Militar Orden de San Hermenegildo.[20]
- 1988:  Gran Cruz de la Orden del Mérito Militar con distintivo blanco.[21]
- 1992:  Gran Cruz de la Orden del Mérito Naval  con distintivo blanco[22]
- 1994:  Gran Cruz de la Orden del Mérito Civil[23]
- 1994:  Gran Cruz de la Orden del Mérito Aeronáutico con distintivo blanco.[24]

### Distintivos, cursos
- Distintivo de profesorado de la Escuela Superior del Ejército.[25]
- VIII Curso de Apoyo Aéreo.[26]
- Curso en Centros de Enseñanza del Ejército de los Estados Unidos.[27]